# Allée Pierre-Mollaret
L'allée Pierre-Mollaret est une voie du 19e arrondissement de Paris, en France.

## Situation et accès
L'allée Pierre-Mollaret est une voie privée située dans le 19e arrondissement de Paris. Elle débute au 204, boulevard Macdonald et se termine au 69, rue Émile-Bollaert.

## Origine du nom

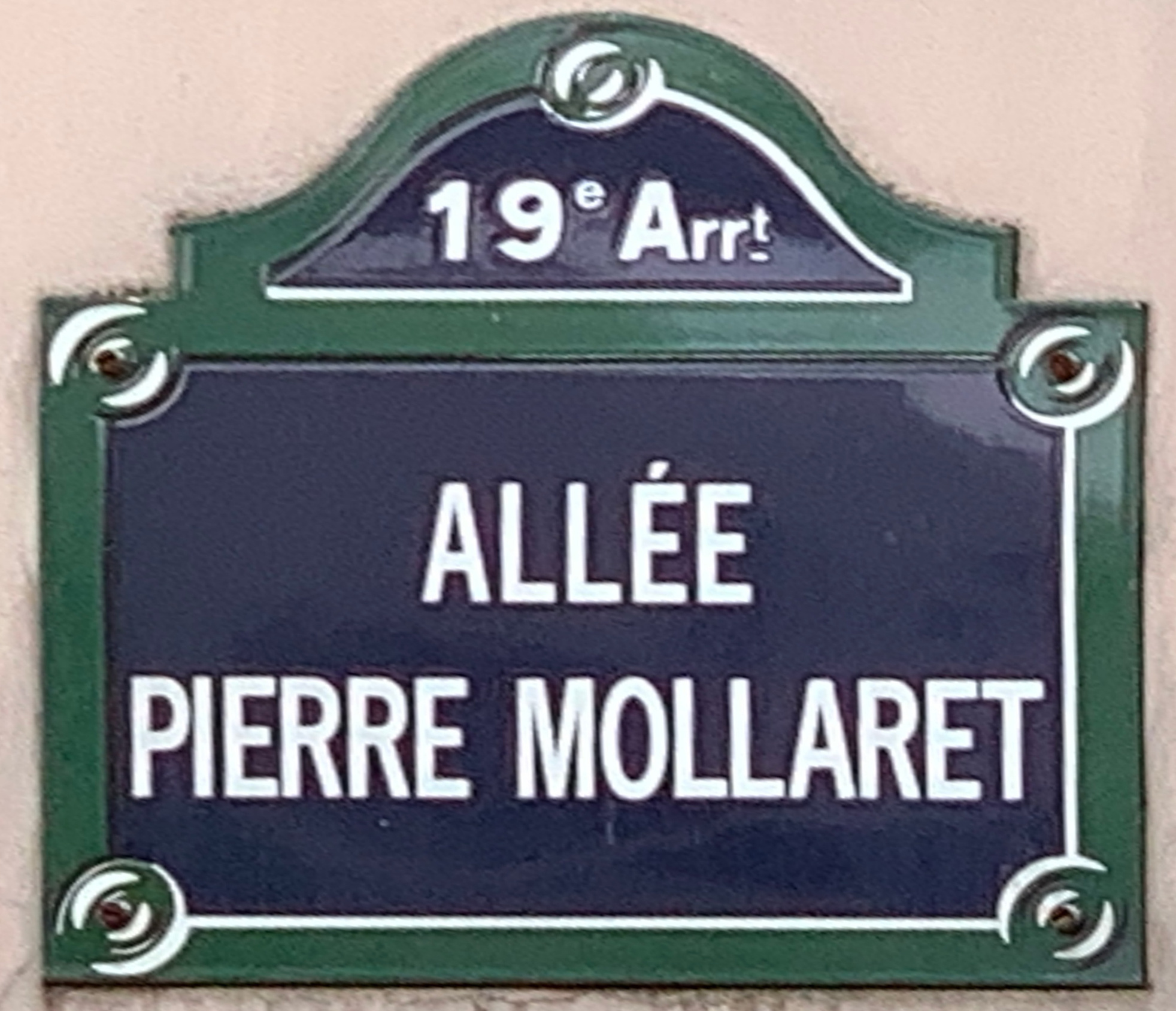
Plaque de l'allée.

Elle porte le nom du médecin neurologue et biologiste Pierre Mollaret (1898-1987), médecin des Hôpitaux de Paris et chef de laboratoire à l'Institut Pasteur. Il créa l’École française de réanimation à l'ancien hôpital Claude-Bernard qui s’étendait dans ce quartier.

## Historique
La voie est créée dans le cadre de l'aménagement du secteur Aubervilliers sous le nom provisoire de « voie DP/19 » et prend sa dénomination actuelle par un arrêté municipal du 16 décembre 1998. 